# 메이토구
메이토구(일본어: 名東区)는 일본 아이치현 나고야시를 구성하는 16개 구 중 하나이다.
나고야시 동부 구릉지대에 펼쳐진 한적한 신흥 주택지이다. 이전에는 많은 관개용 저수지가 점재했고 밭, 벼농사 외에 양잠이나 잎담배도 재배하는 전원 지대였지만 1950년대 후반부터 급속히 택지 조성이 이루어졌다. 사택이나 맨션, 질 좋은 저가 아파트가 많아 현지의 도카이 지방 출신자뿐만 아니라 타지방에서 전근한 이주민, 학생 등도 많이 거주하고 있다.
나고야 중심부로부터 뻗어 있는 나고야 시영 지하철 히가시야마선이 구의 중앙을 동서로 횡단하고 그 종점인 후지가오카역은 2005년 3월에 개업한 리니어 모터카 아이치 고속 교통 도부큐료선(리니모)의 기점역이기도 하며, 2005년 아이치 엑스포 회장으로 직결하고 있다. 또 도메이 고속도로, 히가시메이한 자동차도, 나고야 고속도로의 나들목과 분기점이 있고 국도 302호선이 정비되어 있다. 나카무라구의 나고야역이 나고야의 서쪽 관문(철도 관문)이라면 메이토구는 나고야의 동쪽 관문(도로 관문)으로 교통의 요지가 되고 있다.

## 지리
오와리 구릉 남서부에 위치한다. 오와리 구릉은 노비평야의 동쪽, 세토시에서 오부시에 걸쳐 퍼져 있고 높이 60~120m의 기복이 적은 완만한 구릉지대로 용수 습지가 분포하고 있다. 메이토구 내에서는 나가쿠테정과의 경계에 있는 네다케(108.6m)가 최고 지점이다. 구 북부에는 야타강, 가나레강이 동쪽에서 서쪽으로 흐르고 우에다강이 구 동부에서 중앙을 거쳐 남단으로 흐른다. 그리고 구내에는 연못이 점재하고 있었다.

## 인접한 자치체
- 나고야시 지쿠사구, 모리야마구, 덴파쿠구
- 닛신시
- 아이치군 나가쿠테정

## 역사
조몬 시대, 야요이 시대부터 사람이 살고 있었다고 추정되고 있다. 마쓰이정 부근에서 화살촉, 돌창, 돌도끼가 대량으로 출토되었다. 또한 이 지역은 고훈 시대부터 가마쿠라 시대 초기까지 일대의 요업 생산지로 구내 각지에서 가마가 발굴되고 있다.
- 1889년 12월 - 주변 정촌이 합병해 고샤촌이 성립하였다.
- 1906년 5월 10일 - 이노코이시촌과 고샤촌이 합병해 이타카촌이 되었다.
- 1955년 4월 5일 - 아이치군 이타카촌이 나고야시 지쿠사구에 편입되었다.
- 1975년 2월 1일 - 지쿠사구 이타카정과 쇼와구의 일부가 메이토구로 분구되었다.

## 교통

### 철도
- 나고야 시영 지하철 히가시야마선
- 아이치 고속 교통 도부큐료선

### 도로
- 도메이 고속도로
- 히가시메이한 자동차도
- 국도 제302호선
- 국도 제363호선